# Papallacta
Papallacta is een dorp en een van de zes parochies (parroquia) van het kanton Quijos in Ecuador, op een hoogte van 3.300 meter in het Andes-gebergte, vlak bij de Oostelijke Bergketens op de weg van Quito die het Amazone-oerwoud in leidt. De bezienswaardige rit van Quito naar Papallacta leidt door verschillende steden en kleine dorpen alvorens te stijgen naar een top boven de 4.000 meter waar bergen en gletsjers zichtbaar zijn. Afdalend van de top naar Papallacta komt men door een gebied waar het eco-systeem verandert van Alpen-gebied in tropisch oerwoud.
Het dorp Papallacta zelf staat niet bekend als toeristische bestemming maar herbergt diverse spa's. Vele van de lokale restaurants zijn bekend om hun gestoomde forel en een stevige maaltijd is verkrijgbaar voor enkele Amerikaanse dollars. Voor verblijf zijn enkele hotels en een resort beschikbaar.

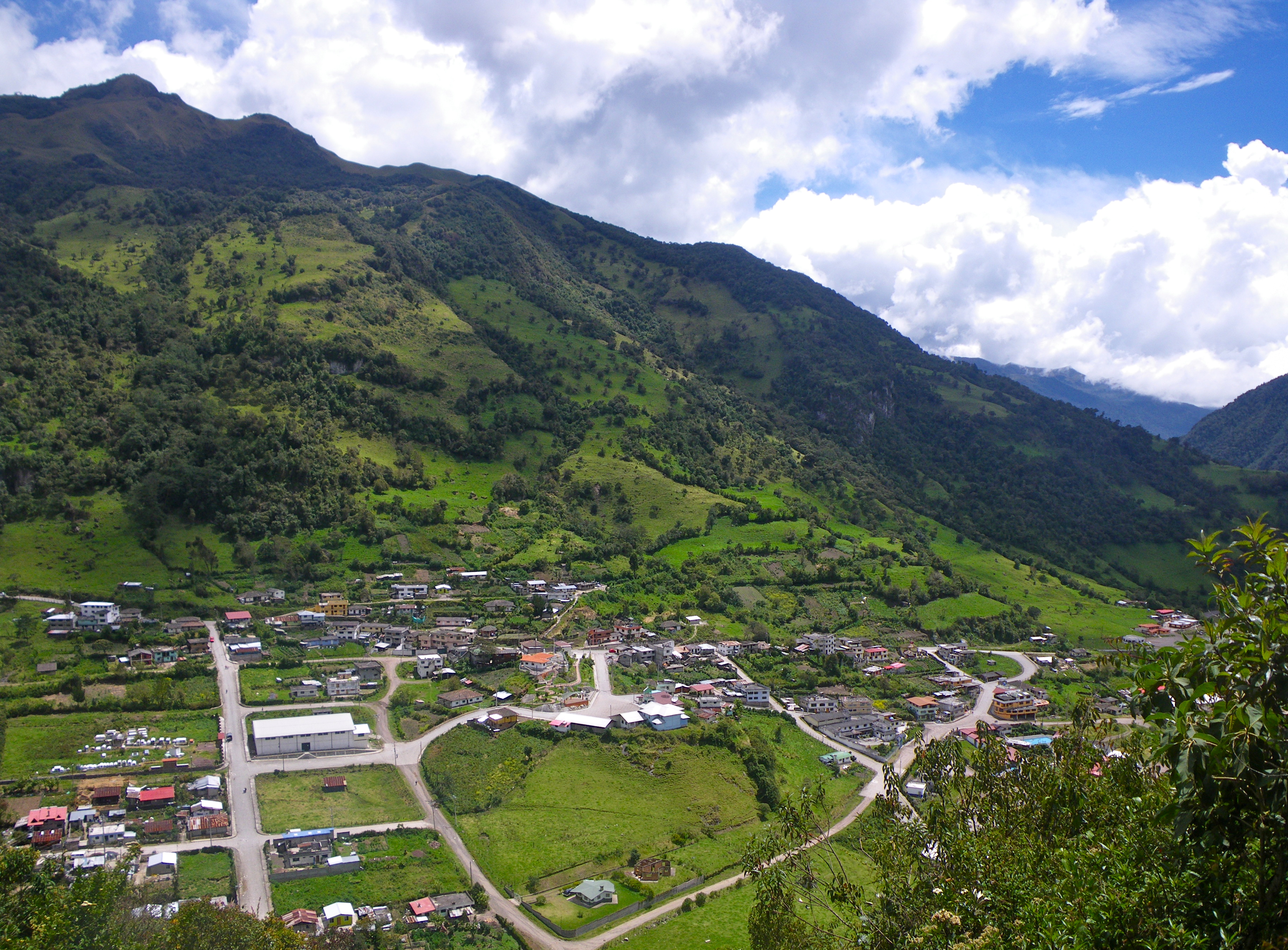
Papallacta